# 梁正伦
梁正伦，山西介休人，是一名清朝政治人物。贡生出身。
梁正伦曾于1762年接替邓培蒋任娄县知县一职，1763年由张良柱接任。